# Vejspærring
En vejspærring eller vejblokade, er en midlertidig opsættelse af en blokade, i håb om at stoppe eller kontrollere trafikken langs en vej. Grunden til en sådan spærring kunne være:
- Vejarbejde
- Midlertidig lukning af vejen, under særlige begivenheder
- Biljagt
- Røverig

I fredelige omstændigheder, er de normalt opsat af politiet, eller vejarbejdere; de er også udbredte i krige, hvor de tit er befæstet med tungt bevæbnede soldater. Under protester og demonstrationer, blive vejspærringer ofte opsat af både politiet og/eller demonstranterne.